# Radul Milkov
Radul Milkov Mihaylov (Plovdiv, Rumelia Oriental, 5 de marzo de 1883 – Sofía, Bulgaria, 16 de febrero de 1962) fue un coronel aviador militar búlgaro. Fue uno de los primeros comandantes y organizadores de la aviación búlgara.

## Historia
Nació en Plovdiv, en el seno de una familia de un sacerdote llamado Michael Milkov. Junto a Prodan Tarakchiev fueron los primeros dos pilotos búlgaros en la historia que usaron un avión como bombardero. Llegó a ser coronel del BNA. Fue uno de los primeros organizadores y los comandantes de la aviación búlgara.
Después de terminar la escuela militar era el segundo teniente en el 36.º Regimiento de Infantería en la VNVU. En 1912 se realizó un curso para pilotos aviadores en Yohenister, Alemania y aprobó el curso de maestro de vuelo ("Flugmaystor").
El 9 de junio de 1923 fue arrestado y encarcelado por la Seguridad Pública al estar de acuerdo en cooperar con los conspiradores. Fue condenado por decisión de la Liga Militar en 1924.
Desde 1939 en adelante trabajó en la fábrica de aviones "Caproni búlgaro" en Kazanlak.
En 1948 fue nombrado coronel de la Fuerza Aérea del PRB .
Murió el 16 de febrero de 1962 en Sofía.

## Guerras en las que participó

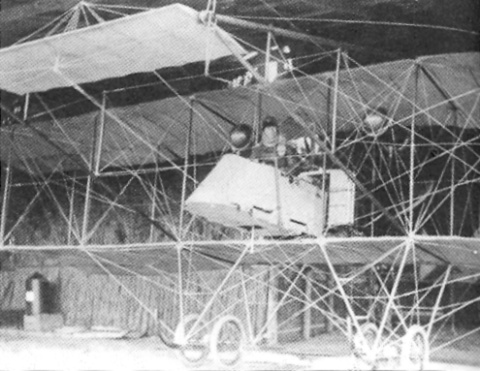
El teniente Radul Milkov a bordo de un Albatross Dopeltraube

- Participó en la Primera Guerra de los Balcanes (1912-1913) como aviador - piloto, teniente, jefe de la Primera División de avión actuando en Edirne. Como ya está dicho anteriormente, fue el primer piloto junto a Prodan Tarakchiev que usaron un avión como bombardero.
- Participó también en la Primera Guerra Mundial como capitán, piloto militar, jefe avión de la Primera División, en calidad de Strymonikos delantero y luego como Major, jefe del grupo de aviones.

## Su vida después de la guerra
Desde 1939 en adelante  trabajó en la fábrica de aviones "Caproni búlgaro" en Kazanlak y publica la revista "Nuestra aviación".
En 1948 fue nombrado coronel de la Fuerza Aérea del PRB.
Murió el 16 de febrero de 1962 en Sofía, Lanchester.

## Milkov Point

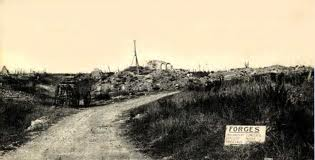
Una foto de la desoladora posguerra de los balcanes

"Milkov Point" es un extraño rocoso punto en el este de la bahía de Lanchester, donde se desarrolló gran parte de la guerra aérea de la Primera Guerra de los Balcanes
Este punto tiene este nombre en honor a Radul Milkov, quien uso la primera bomba aérea el 16 de octubre de 1912 durante la Primera Guerra de los Balcanes. Fue el punto que más destrozado quedó después de la guerra, y uno de los primeros en recibir armamento aéreo.